# エル・イエロ島

エル・イエロ島の旗

エル・イエロ島 (El Hierro)は、大西洋上アフリカ沖のカナリア諸島の南西端の島である。別名「子午線の島」。
面積は278km2、最高所の標高は1,501m。スペイン・カナリア諸島州に属し、人口は10,162人（2003年）、主な町は北東岸にあるバルベルデである。

## 名称

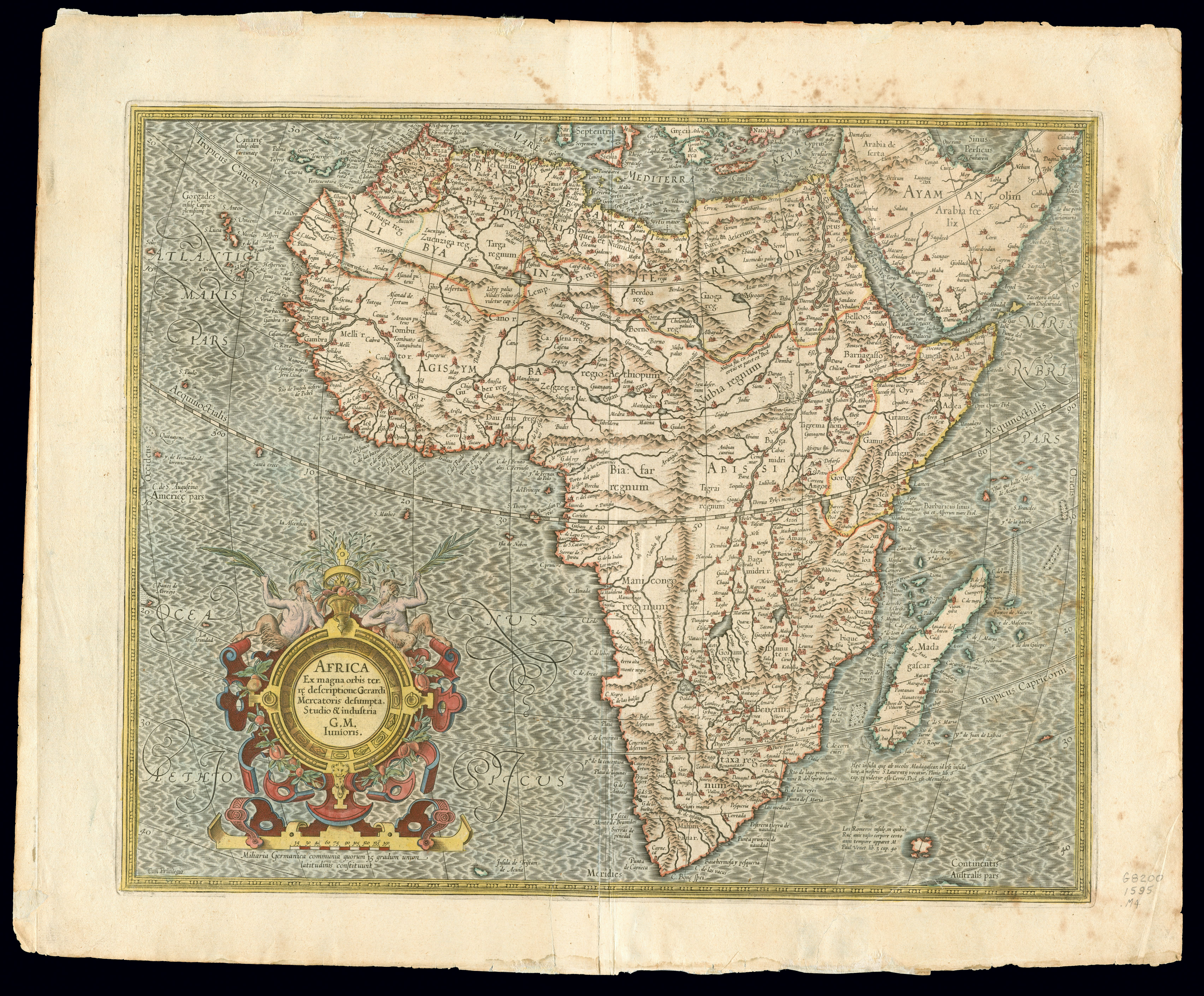
ゲラルドゥス・メルカトルによる1595年のアフリカの地図。'Fierro'（エル・イエロ島）は本初子午線（"360"と書かれた線）上にない。

「エル・イエロ」(El Hierro)という名前は、「鉄」という言葉に対するスペイン語のように綴られるが、実際にはそれとは関係ない。金属の名称の方の'H'はラテン語のferrumに由来する。島の名前の方の'H'は、中世スペイン語の正書法に由来する。当時はIとJの文字の区別がまだされておらず、iを子音の[ʒ]ではなく半母音と解釈する場合に、語頭のieの前に黙字のhをつけることになっていた。
しかし、スペイン語で鉄を意味する単語と同じ綴りであることが、他の言語での名前を付ける際に影響した。16世紀初頭の地図や書物では、この島は「鉄」を意味する単語の名前で呼ばれている。例えばポルトガル語ではFerro、フランス語ではl'île de Fer、ラテン語ではInsula Ferriなどである。
元の名前であるeroまたはerroもしくはyerroの由来はわかっていない。スペインによる征服前の住民であるグアンチェ族が話していたグアンチェ語の単語であろうと考えられている。
フアン・デ・アブレウ・ガリンドの著書「カナリア諸島の発見と征服の歴史(Historia de la conquista de las siete islas de Gran Canaria)」（1764年にジョージ・グラスが翻訳・出版）では、島の名前は現地語でEsero（またはEseró）で、「強い」('strong')の意味であるとしている。しかし、リチャード・メジャーはLe Canarienの彼の翻訳の注釈で、「水槽・貯水池」を意味するheroまたはherroというグアンチェ語の単語が、民間語源により容易にhierroになり得ることに気づいたと記している。グアンチェ族は雨水を貯めるのに貯水池を築いていたと考えられている。Gran diccionario guancheでは、グアンチェ語のheroはスペイン語で"fuente"（泉）の意味であるとしている。

## 歴史

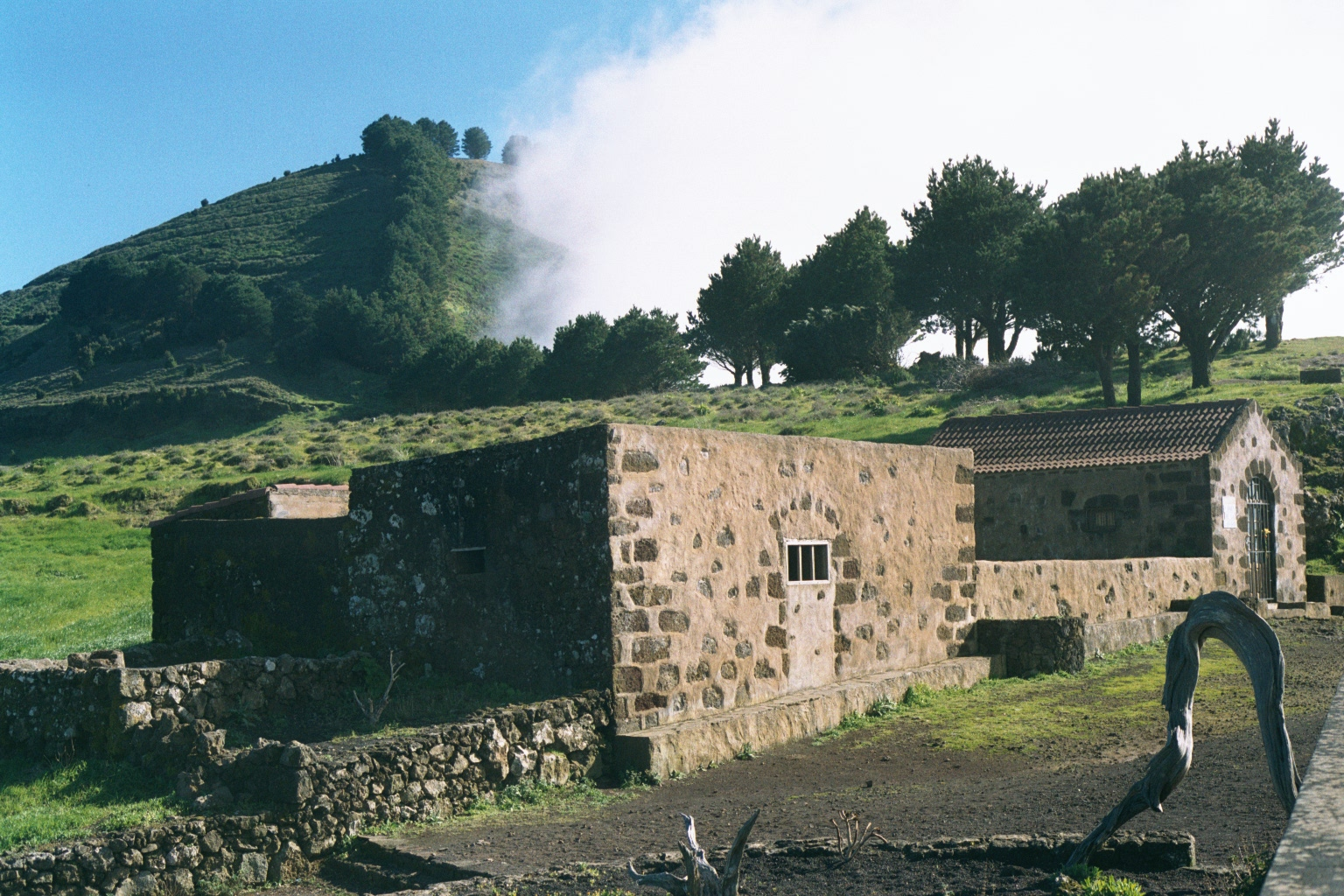
島の礼拝堂

グアンチェ族と呼ばれる先住民族は、フランスの探検家ジャン・ド・ベタンクールの支配下に置かれたが、それは軍事行動ではなく交渉によるものであった。ベタンクールはエル・イエロ島の当主の兄弟であるAugeronを同盟者・交渉者としていた。Augeronはヨーロッパ人によって数年前に捕えられ、ヨーロッパ人とグアンチェ族の間の調停者として連れて来られていた。ベタンクールは、島に対する支配と引き換えに島民の自由を尊重すると約束したが、結局彼は約束を破り、多くのグアンチェ族を奴隷として売った。その後、多くのフランス人とガリシア人が島に移住した。島知事Lázaro Vizcaínoによる苛烈な処置に対する先住民族による反乱があったが鎮圧された。
2000年に60%の土地が、自然と文化の多様性を保護するためのユネスコの生物圏保護区に指定された。また、全域は2014年に世界ジオパークに指定される。
2011年から12年のエル・イエロ島沖の海底噴火

## 地理

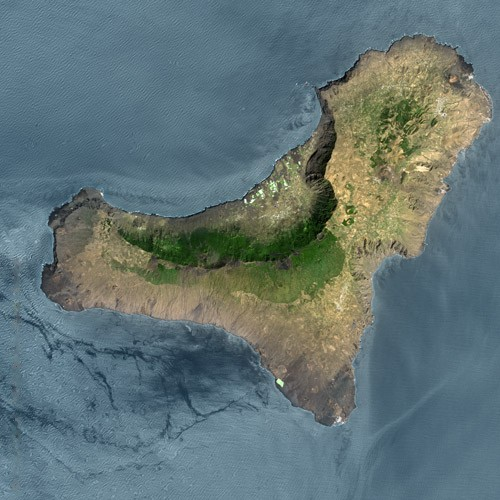
衛星画像

エル・イエロ島はカナリア諸島の西端にある諸島で最も小さい島であり、急峻な地形で海岸線のほとんどが断崖である。島はマカロネシアの生物地理区にあり、様々なトウダイグサ属の植物が生える沿岸部のマトラル、好熱性のビャクシン属（Juniperus thurifera）の林、ギンバイカ属とエイジュが生える常緑の照葉樹林、そしてカナリアマツのマツ林などの植生および海岸と海洋の生態系がある。島にはガロティア・シモニー、ゲッケイジュバト、ヒメウミツバメ、アナドリなどの固有種および絶滅危惧種の動物が生息している。
カナリア諸島の他の島と同様に、エル・イエロ島は急峻な山がある火山島である。記録された火山の噴火は1回だけで、1793年にVolcan de Lomo Negroが噴火している。噴火は1ヶ月間続いた。
エル・イエロ島は面積278.5km2の島である。約120万年前に3つの連続した噴火によって形成され、三角形の玄武岩の岩脈を高さ2000メートル以上の火山円錐丘がおおう形で海上に出ている。
カナリア諸島の中でも多い数の火山（500以上の円錐丘と300以上の火山堆積）の継続的な活動により、およそ70の洞穴が形成された。その中には、合わせて6km以上の長さを持つドン・フスト洞窟もある。地すべりにより、島の高さと大きさは小さくなっている。島の最高地点は、島の中央にあるマルパソで、1,501 mである。
気候は南北で大きく異なる。南部の沿岸地域での降水量が150 mmのに対し、北部の分水界では750 mmである。

## 観光と交通

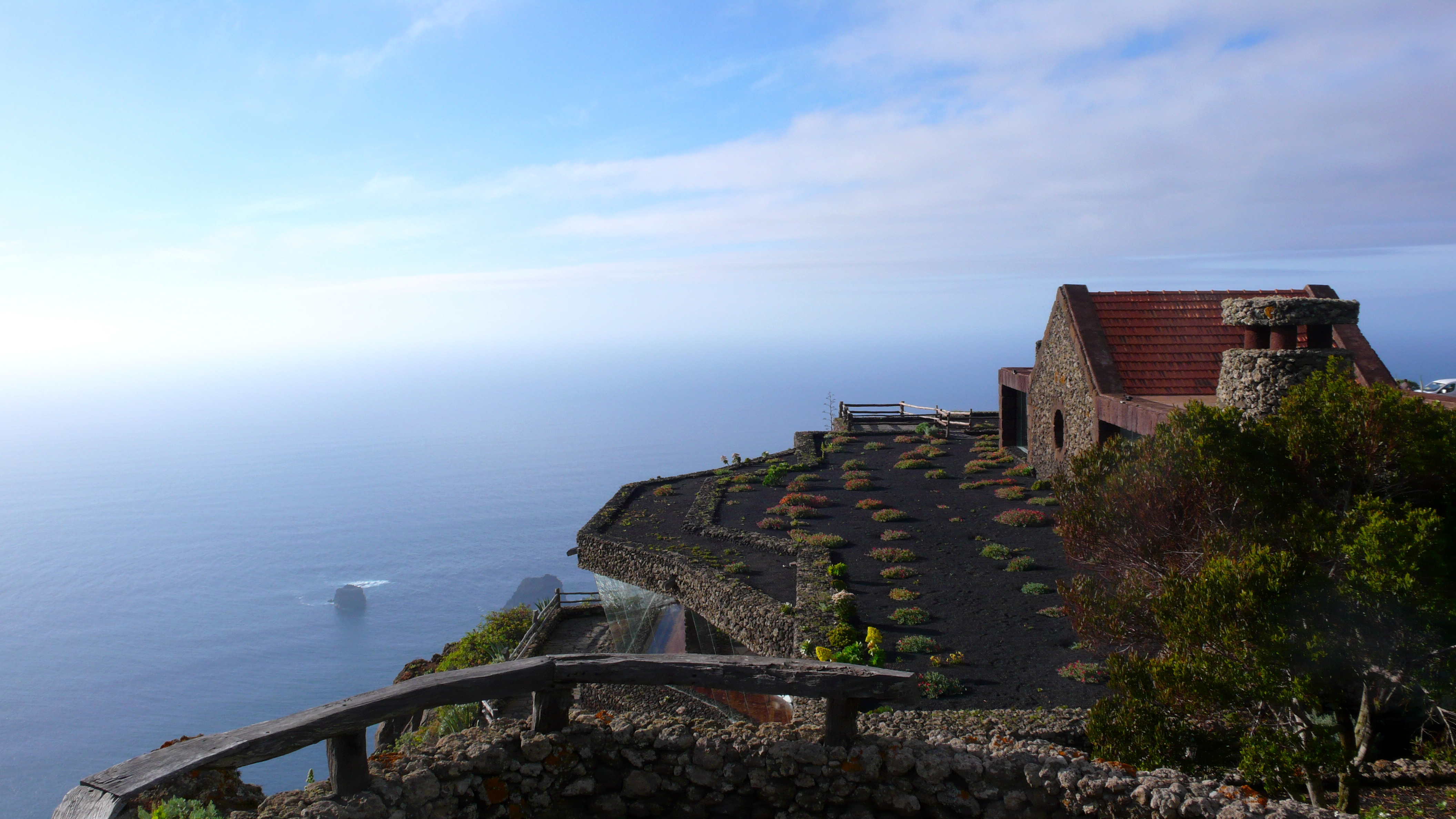
岩のビューポイント

他のカナリア諸島の島と同様、エル・イエロ島は観光地になっているが、諸島外からの直行便はなく、急峻な地形でリゾートや高層ビルの建設には適してないため、他の島より観光客は少ない。また、1997年以降、島の文化と伝統を促進する博物館やビジターセンターなどの環境施設は7か所建設し、観光客誘致には務めるが、自然環境保護の意識が高く、自然環境などを壊してまでの発展はせず持続可能な社会を目指してる。
エル・イエロ飛行場やフェリーターミナルが整備されており、どちらもテネリフェ島からアクセスできる。
道路インフラは、1962年まで舗装道路はなかった、また信号機は1つしかない。

## 行政組織

エル・イエロ島のムニシピオ

エル・イエロ島はサンタ・クルス・デ・テネリフェ県に属する。島内には以下の3つのムニシピオ（基礎自治体）がある。
- フロンテラ（英語版）
- バルベルデ
- エル・ピナール（英語版）

バルベルデは島の北東岸、フロンテラは北西岸にあり、エル・ピナールは南岸にある。島の役所(cabildo insular)はバルベルデにあり、島の人口の約半分が住んでいる。

## 「子午線の島」

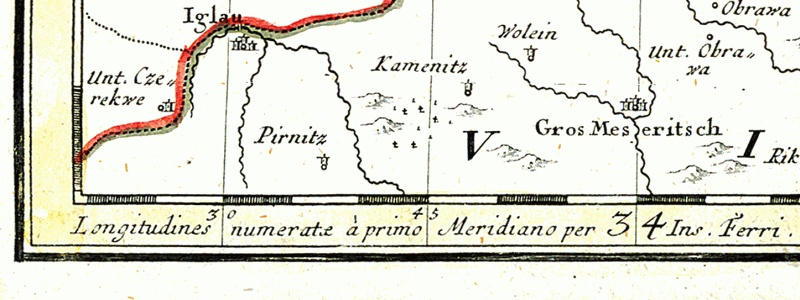
上シレジアの地図（1746年）の一部。ラテン語でLongitudines numeratæ à primo Meridiano per Ins(ulam) Ferri（経度の数値はフェロ島を通る本初子午線による）と書かれている。

エル・イエロ島はヨーロッパの歴史上、（後のイギリス帝国を除いて）共通の本初子午線が設定された島として知られている。既に2世紀には、プトレマイオスが「当時知られていた世界」の西の端に基づいて本初子午線（経度0度）を設定することを検討し、地図に正の値のみ（本初子午線より東のみ）の経度を記述している。1634年、ルイ13世と宰相リシュリューが統治するフランスは、フェロ島（エル・イエロ島）を通るフェロ子午線を地図の基準子午線とすることを決定した。これは、フェロ島が旧世界の西の端と考えられていたためである。アゾレス諸島はフェロ島よりも西にあるが、アゾレス諸島をヨーロッパ人が発見したのは1427年のことであり、旧世界の一部という認識はなかった。パリを通るパリ子午線の20度とするため、フェロ島の正確な位置は考慮されなかった。
（イギリス・アメリカを除く）西洋の古い地図では、図幅の上にパリ経度が、図幅の下に（パリ経度を20度西にずらした）フェロ経度が書かれていた。

## エネルギー

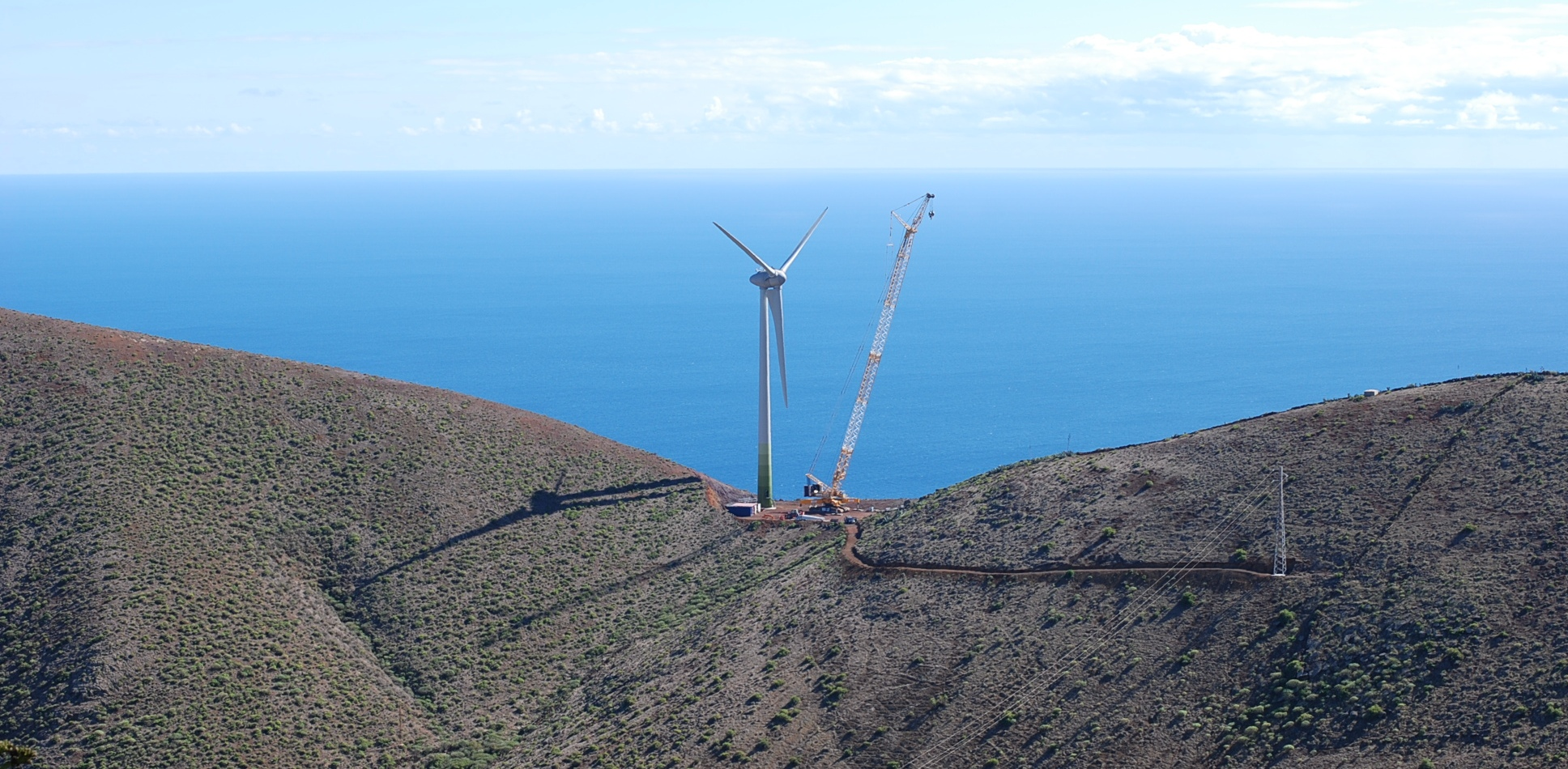
島の風力発電機

電力は主に風力発電および水力発電によって賄われている。2014年6月に稼働を始めたゴロナ・デル・ビエント発電所は、丘の上に立つ風車5基と余った電力を使って水を上の貯水池に移動させ、使用時に水力発電をする揚水発電機を組み合わせた発電所である。2014年には世界初の再生可能エネルギーで自給自足の島となるが、2年経過時点では発電の自給自足には長い道のりが必要としている。

## 文化
水の確保が難しかったことから、先住民のビンバチェ族は、木や茂みの下に水槽を置き、貿易風と急峻な地形によって発生する霧・露を集めて水源とする霧水捕集を行った。Garoéの木は、水を集める木として信仰された。

### 文学におけるエル・イエロ島
ウンベルト・エーコの小説『前日島』（L'isola del giorno prima、1994年）で、エル・イエロ島に触れている。この小説は、国際日付変更線上の島に漂着したイタリア人青年の話である。